# Número primo de Ramanujan
En matemáticas, un primo de Ramanujan es un número primo que satisface el resultado demostrado por Srinivasa Ramanujan relativo a la función contador de números primos.

## Orígenes y definición
En 1919, Ramanujan publicó una nueva prueba del postulado de Bertrand, demostrado por primera vez por el matemático ruso Pafnuty Chebyshev (1821-1894). Al final de las dos páginas del documento publicado, Ramanujan deduce el siguiente resultado generalizado:
{\displaystyle \pi (x)-\pi (x/2)\geq 1,2,3,4,5,\ldots {\text{ para todo }}x\geq 2,11,17,29,41,\ldots {\text{ respectivamente}}} (véase: A104272)
donde {\displaystyle \pi (x)} es la función contador de números primos, igual a la cantidad de números primos menores o iguales a x.
El inverso de este resultado es la definición de los números primos de Ramanujan:
El enésimo primo de Ramanujan es el menor entero Rn para el que {\displaystyle \pi (x)-\pi (x/2)\geq n,} para todo x ≥ Rn
En otras palabras: los números primos de Ramanujan son los menores enteros Rn para los que hay al menos n primos entre x y x/2 para todo x ≥ Rn.
Los cinco primeros números primos de Ramanujan son entonces: 2, 11, 17, 29, y 41. 
Téngase en cuenta que el número entero Rn es necesariamente un número primo, dado que: {\displaystyle \pi (x)-\pi (x/2)} y, por lo tanto, {\displaystyle \pi (x)} debe aumentar mediante la obtención de otro primo en x = Rn. Desde {\displaystyle \pi (x)-\pi (x/2)} puede aumentar como máximo en 1,
{\displaystyle \pi (R_{n})-\pi \left({\frac {R_{n}}{2}}\right)=n.}

## Límites y fórmula asintótica
Para todo {\displaystyle n\geq 1}, se fijan los límites
{\displaystyle 2n\ln 2n<R_{n}<4n\ln 4n}
Si {\displaystyle n>1}, entonces también
{\displaystyle p_{2n}<R_{n}<p_{3n}}
donde pn es el enésimo número primo.
Cuando n tiende a infinito, Rn es asintótico respecto al primo 2enésimo, por ejemplo,
Rn ~ p2n    (n → ∞).
Todos estos resultados fueron probados por Sondow (2009), excepto para el límite superior Rn < p3n que fue conjeturado por él y probado por Laishram (2010). El valor de contorno fue mejorada por Sondow, Nicholson, y Noe (2011) hasta convertirse en la expresión:
{\displaystyle R_{n}\leq {\frac {41}{47}}\ p_{3n}}
forma óptima para Rn ≤ c·p3n que se convierte en una igualdad para n = 5.
En una dirección diferente, Axler demostró que
{\displaystyle R_{n}<p_{\lceil t\cdot n\rceil }}
es óptima para t > 48/19, donde {\displaystyle \lceil \cdot \rceil } es la función techo.
Una mejora adicional de los valores de contorno superiores fue llevada a cabo a finales de 2015 por Anitha Srinivasan y John W. Nicholson. Demostró que si
{\displaystyle \alpha =1+{\frac {3}{\ln n+\ln \ln n-4}}}
a continuación, {\displaystyle R_{n}<p_{\lfloor 2n\alpha \rfloor }} para todo {\displaystyle n>241}, donde {\displaystyle \lfloor \cdot \rfloor } es la función suelo.
Para valores grandes de n, el valor de contorno es más pequeño y por lo tanto mejor que {\displaystyle p_{\lfloor 2nc\rfloor }} para cualquier constante fijada {\displaystyle c>1}.

## Generalización de los primos de Ramanujan
Dada una constante c entre 0 y 1, el enésimo c-primo de Ramanujan es definido como el
menor entero Rc,n con la propiedad de que para cualquier entero x ≥ Rc,n haya al menos n primos entre cx
y x, esto es, {\displaystyle \pi (x)-\pi (cx)\geq n}. En particular, cuando c = 1/2, el enésimo 1/2-primo de Ramanujan es igual al enésimo primo de Ramanujan: R0.5,n = Rn.
Para c = 1/4 y 3/4, la secuencia de  c-primo de Ramanujan comienza como
R0.25,n = 2, 3, 5, 13, 17, ... A193761,
R0.75,n = 11, 29, 59, 67, 101, ... A193880.
Es sabido que, para todo n y c, el enésimo c-primo de Ramanujan Rc,n existe y es en efecto primo. También, cuando n tiende a infinito, Rc,n es asintótico en relación con pn/(1 − c)
Rc,n ~ pn/(1 − c)  (n → ∞)
donde pn/(1 − c) es el {\displaystyle \lfloor }n/(1 − c){\displaystyle \rfloor }ésimo primo y {\displaystyle \lfloor .\rfloor } es la función suelo.

## Corolario de los primos de Ramanujan
{\displaystyle 2p_{i-n}>p_{i}{\text{ para }}i>k{\text{, donde }}k=\pi (p_{k})=\pi (R_{n})\,}
es decir, pk es el késimo primo y el nésimo primo de Ramanujan.
Esto es muy útil para demostrar que el número de números primos en el rango [pk, 2pi−n] es mayor que o igual a 1. Teniendo en cuenta el tamaño de los huecos entre los números primos en [pi−n,pk], puede verse que el hueco promedio entre primos es de ln(pk) usando la aproximación siguiente: Rn/(2n) ~ ln(Rn).
Prueba del Corolario:
Si pi > Rn, entonces pi es impar y pi − 1 ≥ Rn, y por lo tanto
π(pi − 1) − π(pi/2) = π(pi − 1) − π((pi − 1)/2) ≥ n.

Así pi − 1 ≥ pi−1 > pi−2 > pi−3 > ... > pi−n > pi/2,
y por lo tanto 2pi−n > pi.
Un ejemplo de este corolario:
Con n = 1000, Rn = pk = 19403, y k = 2197, entonces i ≥ 2198 y i−n ≥ 1198.
El menor i − n primo es pi−n = 9719, y por lo tanto 2pi−n = 2 × 9719 = 19438. El 2198ésimo primo, pi, está comprendido entre pk = 19403 y 2pi−n = 19438 y es 19417.
El lado izquierdo del Primer Corolario de Ramanujan es la secuencia de números A168421; el menor primo en el lado derecho figura en A168425. La secuencia A165959 es el rango del menor primo mayor que pk. Los valores de {\displaystyle \pi (R_{n})\,} aparecen en la secuencia A179196.
El Primer Corolario Ramanujan es debido a John Nicholson.
El lema de Srinivasa establece que pk−n < pk/2 si Rn = pk y  n > 1. Prueba: Por la minimalidad de Rn, el intervalo (pk/2,pk] contiene exactamente n primos y por lo tanto pk−n < pk/2.